# Juan Ulloa
Juan Ulloa   (Alajuela, 5 de febrer de 1935 - 11 de febrer de 2017) fou un futbolista costa-riqueny de les dècades de 1950 i 1960.
Fou 27 cops internacional amb la selecció de Costa Rica.
Pel que fa a clubs, destacà a Alajuelense, Aurora, León, i Reial Betis.